# Rauvolfia moluccana
Rauvolfia moluccana là một loài thực vật có hoa trong họ La bố ma. Loài này được Markgr. miêu tả khoa học đầu tiên năm 1984.